# Alano il Nero
Alano, detto il Nero; in francese Alain le Noir (... – 1098), è stato un nobile francese bretone, che combatté per il re Guglielmo I d'Inghilterra; è ricordato come il secondo Signore (Lord) di Richmond, dal 1093 fino alla sua morte.

## Origine
Alano detto Nero, secondo la Genealogia Comitum Richemundiæ post conquestum Angliæ, era figlio del primo Conte di Penthièvre, che era stato inoltre duca reggente di Bretagna, dal 1040 al 1047, Oddone I senza citare la moglie di Oddone: Orguen o Agnese di Cornovaglia (Francia), figlia del conte di Cornovaglia, Alano "Caignard" e della moglie, Giuditta di Nantes, figlia del conte di Nantes, Judicael di Nantes, a sua volta figlio del conte di Vannes e di Nantes e duca di Bretagna Hoel I. Alano il Nero però potrebbe essere un figlio illegittimo di Oddone I, infatti documento n° DCLXXVII del Cartulaire de l´abbaye de Saint-Aubin d'Angers, tome II, redatto tra il 1056 ed il 1060 non cita Alano il Nero tra i figli di Oddone I e Orguen o Agnese di Cornovaglia (Francia).
Oddone I di Penthièvre, secondo il monaco e cronista normanno, Guglielmo di Jumièges, nella sua Historiæ Normannorum Scriptores Antiqui, era il figlio secondogenito del conte di Rennes e duca di Bretagna, Goffredo I Berengario e della moglie, Havoise di Normandia (980 circa - 21 febbraio 1034)), che, secondo Guglielmo di Jumiège, era la figlia di Riccardo I Senza Paura Jarl (equiparabile al nostro conte) dei Normanni e conte di Rouen, e della moglie, Gunnora (950-5 gennaio 1031), di cui non si conoscono i nomi degli ascendenti, ma di nobile famiglia di origine vichinga (Gunnor ex nobilissima Danorum prosapia ortam); i genitori di Havoise sono confermati anche dal monaco e cronista inglese, Orderico Vitale. Però i religiosi e cronisti normanni Dudone di San Quintino e Roberto di Torigni sostengono che alla nascita Havoise fosse figlia naturale, in quanto l'unione di Riccardo I Senza Paura e di Gunnora era stata fatta secondo il more danico o uso vichingo, pagano, senza cerimonia religiosa e che il matrimonio religioso fu celebrato in un secondo tempo.

## Biografia
Mentre, secondo la Genealogia Comitum Richemundiæ post conquestum Angliæ suo fratello o fratellastro, Alano il Rosso era stato il primo a seguire in Inghilterra il duca di Normandia, Guglielmo il Bastardo, si riporta che Alano detto il Nero fosse assieme al fratello o fratellastro, Brian che comandava una banda di Bretoni nella Battaglia di Hastings del 1066.
Dopo la Battaglia di Hastings, secondo il monaco e cronista normanno, Guglielmo di Jumièges, nella sua Historiæ Normannorum Scriptores Antiqui, due (non precisa i nomi) dei tre figli maschi di primo letto (Godwine, Edmund e Magnus) del re d'Inghilterra, Harold Godwinson, si erano rifugiati presso il re d'Irlanda (Hiberniae Regem), Dyrmetum. Molto probabilmente era il re del Leinster (Irlanda orientale) e Dublino Diarmait o Dermot.
Anche il monaco e cronista inglese, Orderico Vitale, nel suo Historia Ecclesiastica, narra la stessa vicenda (una nota a fondo pagina sostiene che tutti e tre i figli maschi si erano rifugiati in Irlanda).
Secondo entrambi i cronisti, i figli di Harold II, con una flotta di 66 navi, sbarcarono in Inghilterra (nel Devon), mettendo a ferro e fuoco (ferro igneque furentes), tutta la regione.
Alano il Nero era ancora assieme al fratello, quando, Brian alla guida dei suoi armati affrontò gli invasori, li sconfisse e li costrinse a rientrare in Irlanda e Orderico Vitale aggiunge che pochi furono i superstiti.

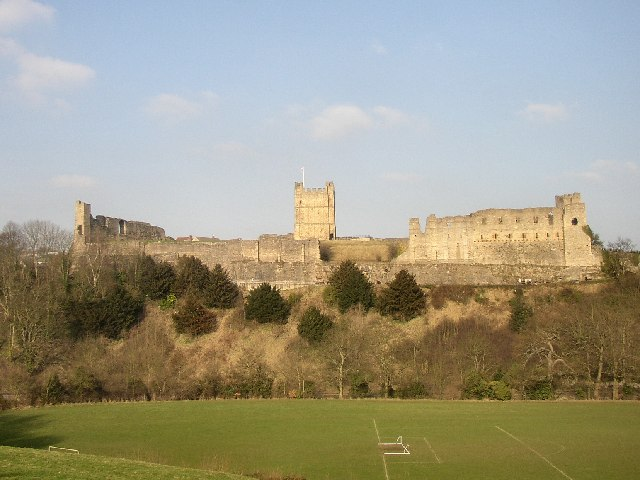
Rovine del castello di Richmond.

Sempre secondo la Genealogia Comitum Richemundiæ post conquestum Angliæ, dopo che Guglielmo e la moglie Matilde, erano stati incoronati re e regina d'Inghilterra, suo fratello, Alano il Rosso ricevette, come ricompensa per i suoi servizi, nuove terre, incluse alcune che erano appartenute a Edwin, ultimo conte di Mercia, nello Yorkshire, detto l'Onore di Richmond. Guglielmo il Bastardo, con un documento, poi confermò per sempre (in perpetuo) ad Alano il Rosso ed ai suoi successori il possesso dei territori che erano stati di Edwin (omnes villas et terras quae nuper fuerunt omitis Eadwim). Alano il Rosso, su quelle terre, per difendersi dagli attacchi sia degli Anglo-Sassoni che dei Danesi costruì un castello: il castello di Richmond.
Da un documento, del 1084 si ha la notizia che il fratello primogenito, Goffredo, conte di Penthièvre, fece una donazione all'abbazia di Saint-Florent, di Saumur, chiedendo l'autorizzazione a tre fratelli: Brian, Alano il Rosso e Alano detto il Nero.
Secondo lo storico francese Jules Henri Geslin de Bourgogne, sempre nel 1084, suo fratello, il conte di Penthièvre, Goffredo, fondò il priorato di Saint-Martin a Lamballe. Anche in questo caso i suoi tre fratelli: Brian, Alano il Rosso e Alano il Nero furono interpellati e controfirmarono il documento, come riporta la Genealogia Comitum Richemundiæ post conquestum Angliæ.
Sempre la Genealogia Comitum Richemundiæ post conquestum Angliæ riporta la morte di Alano il Rosso, che avvenne, nel 1093, confermandoci che fu tumulato nel Bury St Edmunds, nel Suffolk e che l'Onore di Richmond passò al fratello, Alano il Nero.
Il Dugdale Monasticon riporta un documento che cita Alano come autore di una donazione; mentre i documenti n° 2 e 3 del The Honour of Richmond fa riferimento a due donazioni di Alano il Nero, del 1093, in suffragio dell'anima del fratello, Alano il Rosso, la prima, e delle anime del padre, della madre e ancora del fratello alano il Rosso, la seconda.
Ancora la Genealogia Comitum Richemundiæ post conquestum Angliæ riporta che Alano il Nero fu conte di Richmond per alcuni anni e dopo la sua morte (avvenuta nel 1098), l'Onore di Richmond passò al fratello più giovane, Stefano.
Il documento n° 4 del The Honour of Richmond fa riferimento ad una donazione del conte Stefano, attorno al 1100, in suffragio delle anime dei genitori e dei fratelli, Alano il Rosso e Alano il Nero.

## Matrimonio e discendenza
Alano il Nero, secondo il The Life of King Edward who rests at Westminster si unì a Gunilde del Wessex (1055-1097), figlia del re d'Inghilterra, Aroldo II e della moglie, sposata secondo il More danico (quindi considerata amante), Ealdgyth Swan-neck. Gunilde del Wessex era stata l'amante del fratello Alano il Rosso, e, dopo la morte di quest'ultimo, era divenuta l'amante di Alano il Nero. Alano il Nero da Gunilde non ebbe alcun figlio, né si hanno notizie di altri eventuali figli di Alano il Nero.

## Ascendenza
|                        |                          |                         | Genitori                 |  |  | Nonni |  |  | Bisnonni            |  |  | Trisnonni           |  |
|                        |                          |                         |                          |  |  |       |  |  | Conan I di Bretagna |  |  | Judicael Berengario |  |
|                        |                          |                         |                          |  |  |       |  |  | Conan I di Bretagna |  |  | Judicael Berengario |  |
|                        |                          | Gerberga                |                          |  |  |       |  |  | Conan I di Bretagna |  |  |                     |  |
| Goffredo I di Bretagna |                          |                         |                          |  |  |       |  |  | Conan I di Bretagna |  |  |                     |  |
|                        |                          | Ermengarda d'Angiò      | Goffredo I d'Angiò       |  |  |       |  |  |                     |  |  |                     |  |
|                        |                          | Ermengarda d'Angiò      | Goffredo I d'Angiò       |  |  |       |  |  |                     |  |  |                     |  |
|                        |                          | Ermengarda d'Angiò      | Adele di Troyes          |  |  |       |  |  |                     |  |  |                     |  |
| Oddone I di Penthièvre |                          | Ermengarda d'Angiò      |                          |  |  |       |  |  |                     |  |  |                     |  |
|                        |                          | Riccardo I di Normandia | Guglielmo I di Normandia |  |  |       |  |  |                     |  |  |                     |  |
|                        |                          | Riccardo I di Normandia | Guglielmo I di Normandia |  |  |       |  |  |                     |  |  |                     |  |
|                        |                          | Riccardo I di Normandia | Sprota                   |  |  |       |  |  |                     |  |  |                     |  |
| Havoise di Normandia   |                          | Riccardo I di Normandia |                          |  |  |       |  |  |                     |  |  |                     |  |
|                        |                          | Gunnora di Normandia    | …                        |  |  |       |  |  |                     |  |  |                     |  |
|                        |                          | Gunnora di Normandia    | …                        |  |  |       |  |  |                     |  |  |                     |  |
|                        |                          | Gunnora di Normandia    | …                        |  |  |       |  |  |                     |  |  |                     |  |
| Alano il Nero          |                          | Gunnora di Normandia    |                          |  |  |       |  |  |                     |  |  |                     |  |
|                        | Benedetto di Cornovaglia | Budic di Cornovaglia    |                          |  |  |       |  |  |                     |  |  |                     |  |
|                        | Benedetto di Cornovaglia | Budic di Cornovaglia    |                          |  |  |       |  |  |                     |  |  |                     |  |
|                        | Benedetto di Cornovaglia | …                       |                          |  |  |       |  |  |                     |  |  |                     |  |
| Alano Canhiart         | Benedetto di Cornovaglia |                         |                          |  |  |       |  |  |                     |  |  |                     |  |
|                        |                          | Guinodeon               | …                        |  |  |       |  |  |                     |  |  |                     |  |
|                        |                          | Guinodeon               | …                        |  |  |       |  |  |                     |  |  |                     |  |
|                        |                          | Guinodeon               | …                        |  |  |       |  |  |                     |  |  |                     |  |
| Agnese di Cornovaglia  |                          | Guinodeon               |                          |  |  |       |  |  |                     |  |  |                     |  |
|                        |                          | Judicael di Nantes      | Hoel I di Bretagna       |  |  |       |  |  |                     |  |  |                     |  |
|                        |                          | Judicael di Nantes      | Hoel I di Bretagna       |  |  |       |  |  |                     |  |  |                     |  |
|                        |                          | Judicael di Nantes      | Giuditta                 |  |  |       |  |  |                     |  |  |                     |  |
| Giuditta di Nantes     |                          | Judicael di Nantes      |                          |  |  |       |  |  |                     |  |  |                     |  |
|                        |                          | …                       | …                        |  |  |       |  |  |                     |  |  |                     |  |
|                        |                          | …                       | …                        |  |  |       |  |  |                     |  |  |                     |  |
|                        |                          | …                       | …                        |  |  |       |  |  |                     |  |  |                     |  |
|                        |                          | …                       |                          |  |  |       |  |  |                     |  |  |                     |  |

### Fonti primarie
- (LA) Ordericus Vitalis, Historia Ecclesiastica, vol. II..
- (LA) Cartulaire de l'abbaye de Saint-Aubin d'Angers, tome II..
- (LA) Rerum Gallicarum et Francicarum Scriptores, tomus XII..
- (LA) Historiæ Normannorum Scriptores Antiqui..
- (LA) Early Yorkshire Charters, IV..

### Letteratura storiografica
- Louis Halphen, "La Francia dell'XI secolo", cap. XXIV, vol. II (L'espansione islamica e la nascita dell'Europa feudale) della Storia del Mondo Medievale, 1999, pp. 770–806.
- William John Corbett, "L'evoluzione del ducato di Normandia e la conquista normanna dell'Inghilterra", cap. I, vol. VI (Declino dell'impero e del papato e sviluppo degli stati nazionali) della Storia del Mondo Medievale, 1999, pp. 5–55.
- William John Corbett, "Inghilterra 1087 - 1154", cap. II, vol. VI (Declino dell'impero e del papato e sviluppo degli stati nazionali) della Storia del Mondo Medievale, 1999, pp. 56–98.